# オーストリアの議会
オーストリアの議会（オーストリアのぎかい）は、連邦制であるオーストリア共和国の立法機関。定数183の国民議会と、定数61の連邦議会の両院制をとっている。
国民議会の任期は5年で、総選挙で選出される。ドイツの連邦議会とは異なり、国民議会には解散の規定がある。国民議会は、実質的にはオーストリアの連邦法の立法を独占して担っている機関である。
連邦議会は1920年に設置され、連邦州の議会が議員を選出し、その議員数は各州の人口に応じて定められている。連邦議会は国民議会の決議に対して、審議を行わないというやり方で拒否権を有している。
国民議会と連邦議会は共同で連邦会議を開き、連邦大統領の就任宣誓式や宣戦布告の採択など、憲法上重要な機能を持っている。
議会の議事堂はオーストリア＝ハンガリー帝国の帝国議会議事堂として、テオフィル・フォン・ハンセンが設計したものである。このほかに議会はライヒスラーツシュトラーセに2棟の建物を持つほか、リングシュトラーセ沿いのエプシュタイン宮殿も使用している。